# Liste des grands-rabbins de Rome
Cet article contient une liste des grands-rabbins de Rome.
La communauté juive de Rome est la plus ancienne d'Europe, avec plus de 2 000 ans de présence ininterrompue.
En l'an 161 av. J.-C. déjà, Judas Maccabée mentionnait à Rome quelques marchands juifs venus pour commercer dans une ville qui s’affirmait déjà comme l’un des centres de la Méditerranée. La population juive s'accrut surtout au siècle suivant lorsque, en l'an 63 av. J.-C., le général romain Pompée s’empara de la Judée (Iudaea en latin) et ramèna des milliers de Juifs comme esclaves à Rome.
Actuellement, il y a environ 20 000 Juifs romains, représentés par un grand-rabbin.

## Liste des Grands-Rabbins de Rome
- 1940-1944 : Israel Zolli
- 1944 : ?
- 1951-2002 : Elio Toaff
- 2002 : Riccardo Di Segni